# Cogotas
- 1700 a.C. - formazione

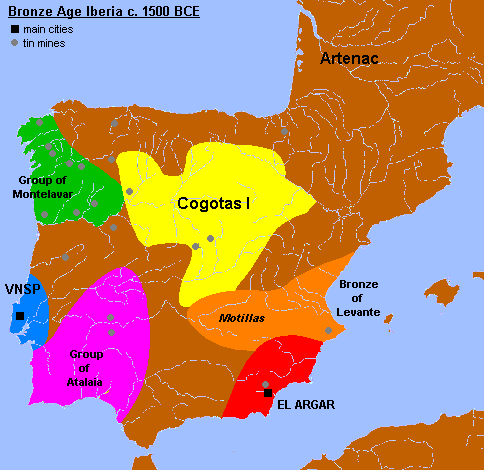
Civiltà della penisola iberica intorno al 1500 a.C. (Media Età del Bronzo). L'area occupata dalla cultura di Cogotas I è evidenziata in giallo.

- 1550 a.C. - produzione della ceramica di Boquique
- 1350 a.C. - scambi e condivisione
- 1100 a.C. - espansione
- 1000 a.C. - graduale estinzione

Cogotas (o, forse meglio, Las Cogotas) è il nome con cui vengono indicati gli insediamenti preistorici spagnoli situati nel comune di Cardeñosa, in provincia di Avila, dai quali prende nome a sua volta una cultura sviluppatasi nella tarda età del bronzo nella zona centrale della penisola iberica. Il sito archeologico venne scavato da Juan Cabré negli anni venti del secolo scorso ed è considerato il centro principale da cui ebbero origine i Vettoni, una popolazione celtica che durante la successiva età del ferro occupò una vasta area che copriva le attuali province di Avila e Salamanca, parte di Toledo, Zamora, Cáceres e la regione portoghese di Trás-os-Montes e Alto Douro. 
Gli studi e le ricerche sulla cultura di Cogotas hanno fornito ulteriori approfondimenti sullo stile di vita delle popolazioni iberiche prima dell'invasione romana. Nel sito sono state individuate due diverse fasi di sviluppo dell'insediamento: la prima risalente all'età del bronzo (Cogotas I) e la seconda all'età del ferro (Cogotas II).

## Proto Cogotas
Questa fase della storia della Meseta è la meno conosciuta, sebbene una serie di siti archeologici, come Los Tolmos de Caracena a Soria, Cogeces del Monte a Valladolid, Abia de la Obispalia a Cuenca e alcuni altri, consentano di descrivere la cultura di Protocogotas come una fase di formazione della cultura di Cogotas I. Questa cultura, esistita intorno al 1700-1550 a.C., è anche nota come orizzonte di Cogeces e si basa sul substrato del vaso campaniforme influenzato da El Argar o dal Bronzo atlantico. Sebbene la cultura di Protocogotas non fosse rappresentata da reperti a La Cogotas, presentava tratti caratteristici che si sarebbero manifestati in seguito in Cogotas I.

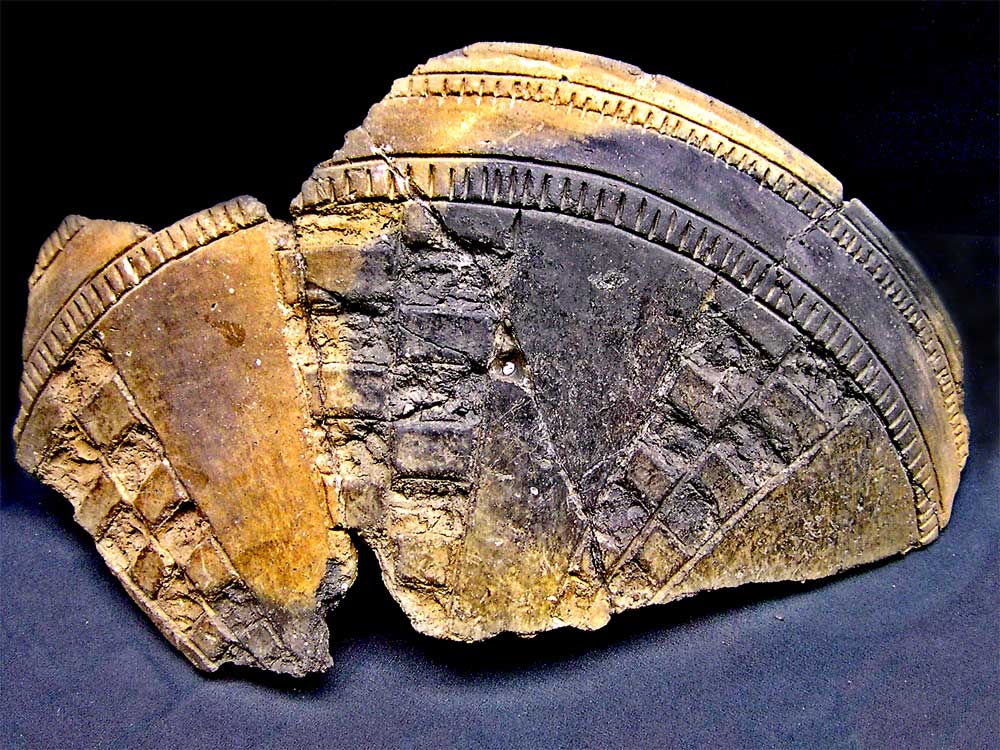
Cogotas I (1100-800 a.C.): frammento di ceramica decorata a escissione conservato al Museo archeologico di Valladolid.

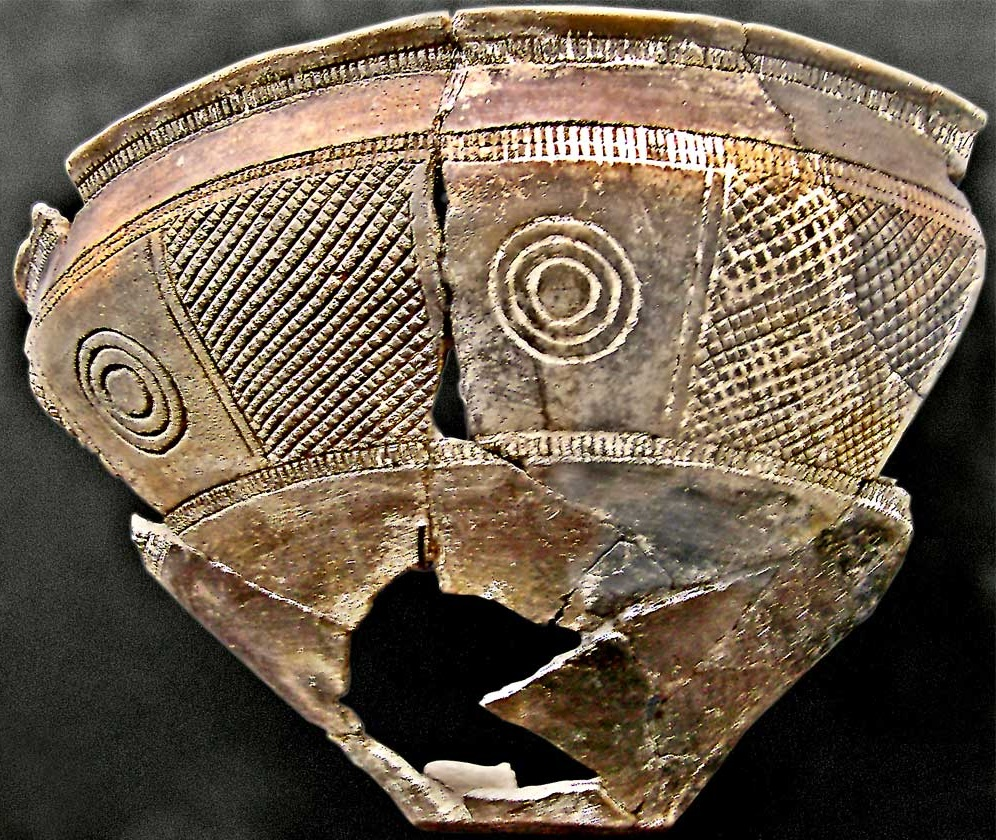
Cogotas I (1100-800 a.C.): esemplare di ceramica di Boquique proveniente da una sepoltura di San Román de Hornija e conservato al Museo archeologico di Valladolid.

## Cogotas I
Sembrerebbe trattarsi di una popolazione decisamente sedentaria, seppure con abitazioni piuttosto rudimentali (delle semplici capanne di pietra, fango e paglia), che praticava l'inumazione dei cadaveri. 
L'elemento caratteristico più evidente di questa cultura è la cosiddetta ceramica di Boquique: una ceramica grossolana nera dalla decorazione particolare, eseguita con piccoli punzoni o seghe dentate con cui si asportava l'argilla creando le tracce per la successiva incorporazione di pasta bianca, in grado di farne risaltare i motivi geometrici (spighe, linee e figure a zig-zag). Si tratta in genere di vasellame da cucina aperto (senza coperchi), di forma tronco-conica con base piccola e piatta. 
Mentre questa cultura andava sviluppandosi nelle pianure dell'altopiano centrale della penisola iberica, nel nord-est (Catalogna e valle dell'Ebro) comparve la cultura dei campi di urne (poi nota come i campi di urne catalano-aragonesi) che avrebbe favorito la penetrazione celtica.

## Cogotas II

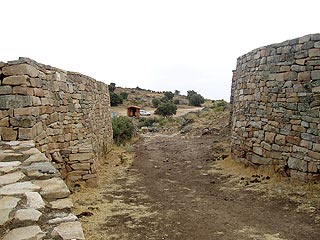
Cogotas II: ricostruzione della porta principale del "castro" di Las Cogotas.

La seconda fase dell'età del ferro, "celtica", è quella che diede origine alla popolazione dei Vettoni. Spiccano in questo periodo le fortezze dette "castri" e le sorprendenti sculture di tori e cinghiali in granito (come i celebri Tori di Guisando o quelle di Mingorría), il cui significato e funzione ci sono ancora sconosciuti. Di certo quegli animali dovevano rivestire particolare importanza per i Vettoni, viste le numerose raffigurazioni zoomorfe di tori e cinghiali rinvenute presso o nei loro insediamenti, dove sono attestati anche diversi "recinti" per il bestiame. Secondo Álvarez-Sanchís si tratterebbe di simboli che avevano lo scopo di segnalare i pascoli nei dintorni degli insediamenti maggiori (i castri, appunto).

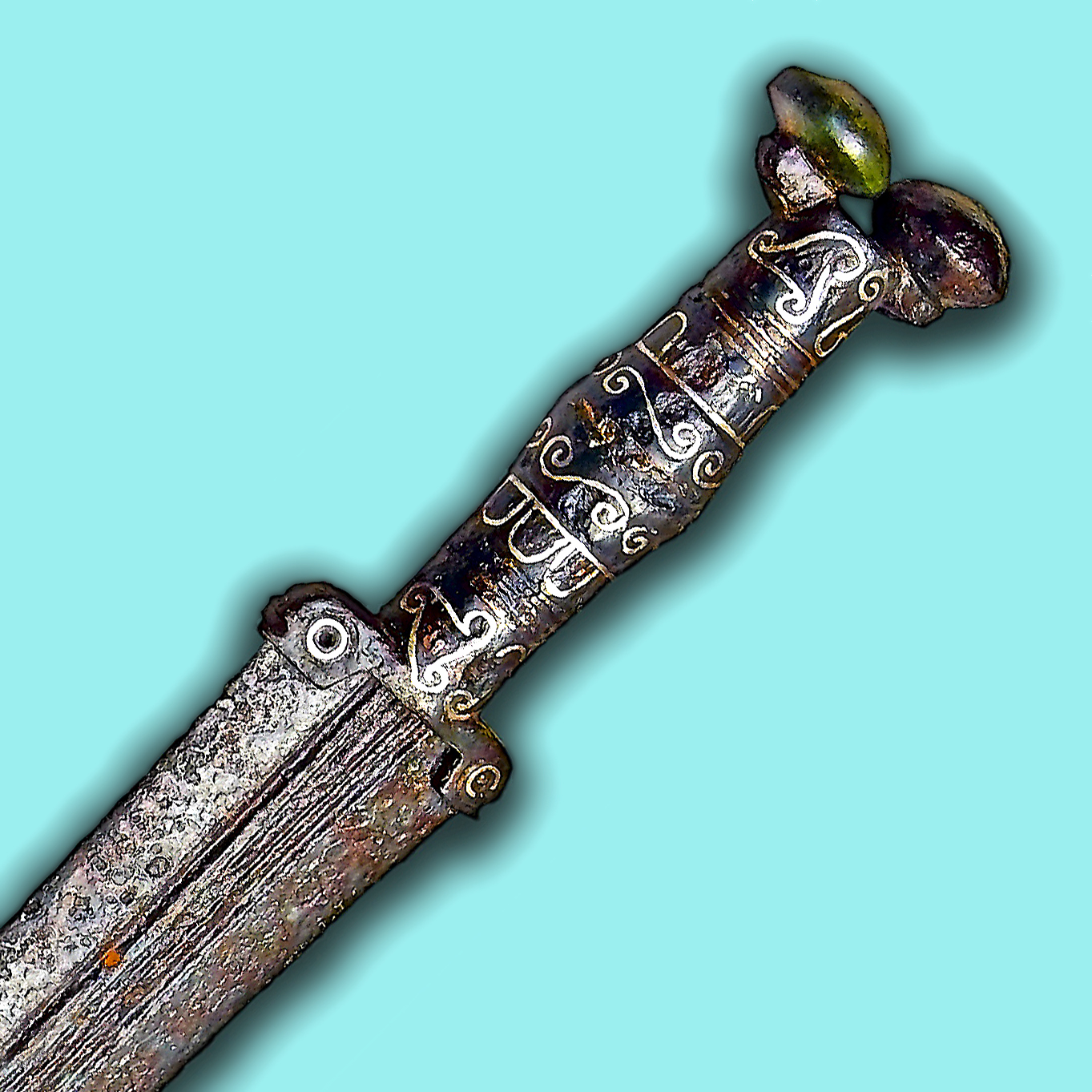
Pugnale della fase Cogotas II

Vi sono naturalmente anche altri oggetti riferiti alla cultura di Cogotas, ma di incerta attribuzione fra la I e la II fase. Si tratta di pugnali a rivetto, asce piatte, asce d'ottone, lame di falce, macine di granito, mortai, contrappesi da telaio ecc.

## Archeogenetica
Tre individui maschi della cultura Cogotas I, di cui è stato analizzato il DNA antico, appartenevano a diverse subcladi dell'aplogruppo Y-DNA R1b-M269.